# Karelinia caspia
 Karelinia caspia  (Pall.) Less., 1834 è una specie di piante angiosperme dicotiledoni della famiglia delle Asteraceae, sottofamiglia Asteroideae, tribù Inuleae e sottotribù Plucheinae.  Karelinia caspia è anche l'unica specie del genere  Karelinia  Less., 1834.

## Etimologia
Il nome scientifico della specie è stato definito dal botanico Christian Friedrich Lessing (1809-1862) nella pubblicazione " Linnaea; Ein Journal für die Botanik in ihrem ganzen Umfange. Berlin" ( Linnaea 9(2): 187 ) del 1834. Il nome scientifico del genere è stato definito nella stessa pubblicazione.

## Descrizione

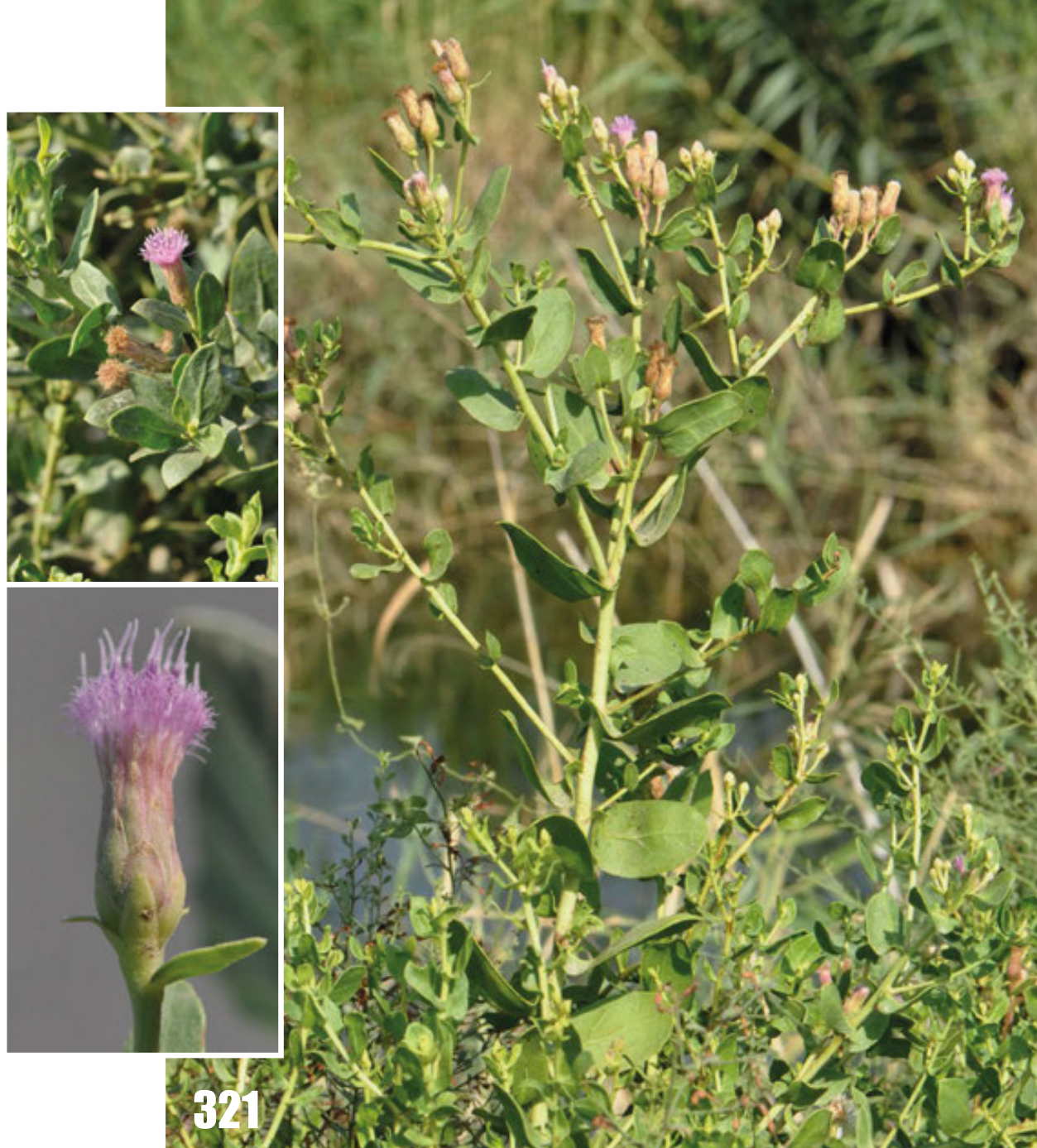
Portamento e infiorescenza

Portamento. La specie di questa voce è un'erba perenne.
Fusto. La parte sotterranea del fusto consiste prevalentemente in rizomi allungati. La parte aerea del fusto in genere è sprovvista di condotti di resina. Generalmente il floema è privo di strati fibrosi; inoltre sono assenti i tessuti latticiferi.
Foglie. Le foglie lungo il caule sono disposte in modo alternato. La lamina ha delle forme ellittico-oblunghe, sono intere e sparsamente pelose.
Infiorescenza. Le infiorescenze sono formate da capolini eterogami terminali solitari. I capolini sono di tipo disciforme e sono formati da un involucro composto da brattee disposte in modo embricato al cui interno un ricettacolo fa da base ai fiori ligulati periferici o fiori del raggio (qui assenti) e ai fiori tubulosi quelli centrali o del disco. L'involucro è ampiamente oblungo. Le brattee sono disposte generalmente su più righe; hanno consistenza erbacea o cartilaginea, ma senza margini ialini; gli stereomi non sono divisi. Il ricettacolo a protezione della base dei fiori è sprovvisto di pagliette.
Fiori.  I fiori sono tetra-ciclici (formati cioè da 4 verticilli: calice – corolla – androceo – gineceo) e pentameri (calice e corolla formati da 5 elementi). Si distinguono in:
- fiori del raggio (esterni): sono assenti;
- fiori del disco (centrali): sono più numerosi con forme brevemente tubulose (attinomorfe); quelli marginali sono femminili, quelli centrali sono funzionalmente maschili.

- Formula fiorale:

*/x K {\displaystyle \infty }, [C (5), A (5)], G 2 (infero), achenio
- Calice: i sepali del calice sono ridotti ad una coroncina di squame.
- Corolla: (solo fiori del disco) la forma è filiforme trilobata per quelli femminili e tubulare terminante in 4-5 brevi lobi per gli altri; il colore è porpora.
- Androceo: l'androceo è formato da 5 stami sorretti da filamenti generalmente liberi; gli stami sono connati e formano un manicotto circondante lo stilo; le teche (produttrici del polline) sono troncate e non sono speronate. La base delle antere può essere lunga o corta con code ramificate. Il tessuto dell'endotecio è a forma radiata. Le cellule del collare dei filamenti sono piatte o di tipo mammelloso.
- Gineceo: il gineceo ha un ovario uniloculare infero formato da due carpelli.[4] Lo stilo è unico e con due stigmi nella parte apicale. Gli stigmi spesso sono provvisti di peli acuti che terminano sopra la biforcazione, oppure da peli ottusi che terminano ben al di sotto della biforcazione. Le superfici stigmatiche confluiscono all'apice, mentre alla base sono separate in due distinte linee (lignee stigmatiche marginali[6]). Il polline è spinuloso.

Frutti.  I frutti sono degli acheni con pappo. Gli acheni sono pelosi. Il pappo è formato setole capillari barbate disposte su una sola riga.

## Biologia
Impollinazione: l'impollinazione avviene tramite insetti (impollinazione entomogama tramite farfalle diurne e notturne).

Riproduzione: la fecondazione avviene fondamentalmente tramite l'impollinazione dei fiori (vedi sopra).

Dispersione: i semi (gli acheni) cadendo a terra sono successivamente dispersi soprattutto da insetti tipo formiche (disseminazione mirmecoria). In questo tipo di piante avviene anche un altro tipo di dispersione: zoocoria. Infatti gli uncini delle brattee dell'involucro (se presenti) si agganciano ai peli degli animali di passaggio disperdendo così anche su lunghe distanze i semi della pianta. Inoltre per merito del pappo (se presente) il vento può trasportare i semi anche a distanza di alcuni chilometri (disseminazione anemocora).

## Distribuzione e habitat
La specie di questa voce è distribuita in Asia centrale.

## Sistematica
La famiglia di appartenenza di questa voce (Asteraceae o Compositae, nomen conservandum) probabilmente originaria del Sud America, è la più numerosa del mondo vegetale, comprende oltre 23.000 specie distribuite su 1.535 generi, oppure 22.750 specie e 1.530 generi secondo altre fonti (una delle checklist più aggiornata elenca fino a 1.679 generi). La famiglia attualmente (2021) è divisa in 16 sottofamiglie; la sottofamiglia Asteroideae è una di queste e rappresenta l'evoluzione più recente di tutta la famiglia.

### Filogenesi
La tribù Inuleae (comprendente le Inulinae) è una delle 21 tribù della sottofamiglia Asteroideae). Da un punto di vista filogenetico, la tribù Inuleae, all'interno della sottofamiglia, fa parte del gruppo "Helianthodae". La sottotribù Plucheinae è caratterizzata da corolle con varie tonalità di rosa, malva o porpora, con stigmi ricoperti di peli acuti, ma senza la caratteristica di avere dei grandi cristalli di ossalato nelle cellule dell'epidermide dell'achenio.
La sottotribù è divisa in vari subcladi. Il genere della specie di questa voce appartiene ad un clade interno (il "core" della sottotribù ) formato dai generi Coleocoma, Cylindrocline, Epaltes, Karelinia, Laggera, Pluchea, Porphyrostemma, Sphaeranthus, Streptoglossa e Tessaria.
I caratteri distintivi della specie  Karelinia caspia sono:
- i capolini sono terminali e solitari;
- sono lunghi più di un centimetro.

Il numero cromosomico delle specie di questo genere è: 2n = 20.

### Sinonimi
Sono elencati alcuni sinonimi per questa entità:
- Pluchea caspia (Pall.) G.Nicholson
- Serratula caspia Pall.